# Summer 2015
Singles de L.E.J
Hip Hop Mash Up
(2015) Game Of Bells
(2016)
Pistes de En attendant l'album
Jimmy
(4) Survivor
(6)
Summer 2015 est une chanson du groupe L.E.J sortie le 1er août 2015 et composée uniquement de reprises de tubes de l'été 2015. Les membres du groupe, trois étudiantes françaises originaires de Saint-Denis, connaissent un succès inattendu grâce à une vidéo publiée sur YouTube dans laquelle elles reprennent onze extraits de chansons telles que Lean On de Major Lazer feat. MØ ou encore Bitch Better Have My Money de Rihanna.
Sortie sur les plateformes de téléchargement légal, à la suite du succès de la vidéo, elle se classe numéro un des ventes en France, la semaine du 25 septembre 2015.

## Charts
| Classement (2015)               | Meilleure position |
| ------------------------------- | ------------------ |
| Belgique (Wallonie Ultratip 50) | 3                  |
| France (SNEP)                   | 1                  |

## Chansons reprises dans l'ordre d'apparition
- Freedom de Pharrell Williams
- Lean On de Major Lazer & DJ Snake feat. MØ
- Hey Mama de David Guetta & Afrojack feat. Nicki Minaj
- Carmen de Stromae
- Gangsta de Bigflo & Oli
- Laissez Passer de Maître Gims
- Conmigo de Kendji Girac
- Bitch Better Have My Money de Rihanna
- Uptown Funk de Mark Ronson feat. Bruno Mars
- Cheerleader d'OMI
- CoCo de O.T. Genasis